# Хартманова планинска зебра
Хартмановата планинска зебра (Equus zebra hartmannae) е подвид на планинската зебра, разпространен в Ангола и Намибия. Видът е застрашен със статут на уязвим.